# Sotirios Ninis
Sotirios Ninis (griechisch Σωτήριος Νίνης, * 3. April 1990 in Himara, Albanien) ist ein griechischer Fußballspieler. Er spielt im offensiven sowie rechten Mittelfeld.

## Karriere
Sotirios Ninis begann seine Fußballkarriere bei den Nachwuchsmannschaften von Apollon Athen, wo er bis 2003 spielte. Nach seinem Wechsel zu den Jugendakademien von Panathinaikos Athen, erhielt er im Dezember 2006 seinen ersten Profivertrag und wechselte in den Kader der Herrenmannschaft, wo er am 7. Januar 2007 im Alter von 16 Jahren gegen AO Aigaleo Athen sein Debüt gab. Ninis wurde dadurch zu einem der jüngsten Spieler der je in der ersten griechischen Liga eingesetzt wurde.
Am 27. Januar 2007 erzielte Ninis beim 2:0-Sieg über Panionios Athen seinen ersten Liga-Treffer und wurde damit zum jüngsten Torschützen in der Geschichte von Panathinaikos und der höchsten griechischen Spielklasse, seit diese 1979 den Profistatus erhielt. Wenige Wochen später wurde Ninis zudem der jüngste Spieler, der je für eine griechische Mannschaft in einem Europapokalspiel mitwirkte, als er am 15. Februar 2007 im UEFA-Pokalspiel von Panathinaikos beim RC Lens eingewechselt wurde.
Am 17. Dezember 2007 wurde Ninis als „Griechischer Nachwuchsspieler des Jahres 2007“ ausgezeichnet.
2012 wechselte Ninis nach Italien zum FC Parma. Dort absolvierte er 14 Spiele in der Serie A. Im Sommer 2013 wurde er zurück nach Griechenland, auf Leihbasis zu PAOK Saloniki. Er machte in diesem Jahr zwölf Spiele. Nach der Vertragsauflösung bei Parma nahm ihn drei Monate später sein Ex-Club Panathinaikos Athen wieder auf. In seiner zweiten Zeit dort machte er 22 Spiele. Ende Januar 2016 ging Ninis nach Belgien in die Jupiler Pro League. Dort spielte er erst für Sporting Charleroi und dann für den KV Mechelen. Insgesamt machte er in der belgischen ersten Liga 19 Spiele, in denen er zwei Tore erzielen konnte. 2017 verschlug es den Griechen schließlich nach Israel in die Liga Leumit, die israelische zweite Liga. Dort kam er bei Hapoel Aschkelon unter. Zwischendurch wurde sein Vertrag einmal aufgelöst. Nach drei Monaten nahm ihn der Verein jedoch wieder auf. Im Juli 2019 jedoch lief sein Vertrag aus. Er wurde auch nicht verlängert und so war Ninis fortan vereinslos.
Seit Sommer 2020 spielt er für den Erstligisten Volos NFC in Griechenland.

## Nationalmannschaft

### Junioren
Sein Debüt in der griechischen U21-Nationalmannschaft gab Ninis am 27. März 2007 beim 2:1-Sieg gegen Dänemark. Als Stammspieler der U-19 qualifizierte sich Ninis für die Europameisterschaft 2007 in Österreich, wo er mit Griechenland den zweiten Platz erreichen konnte. Auf dem Weg ins Finale erzielte Ninis im Halbfinale gegen Deutschland den zwischenzeitlichen 1:1-Ausgleich und bereitete die übrigen vier Turniertore Griechenlands vor. Von der UEFA wurde Ninis, der der jüngste Teilnehmer der U-19-WM war, zudem zu einem der elf besten Spieler des Turniers gewählt. Ein Jahr später nahm Ninis auch an der U-19-Europameisterschaft 2008 teil.

### Herren
Am 19. Mai 2008 debütierte Ninis erstmals in der Herrennationalmannschaft Griechenlands. Bei dem 2:0-Sieg über Zypern erzielte Ninis schon nach fünf Minuten den 1:0-Führungstreffer und wurde damit der jüngste Spieler, der je in einem Länderspiel für Griechenland treffen konnte.
2010 wurde er vom griechischen Nationaltrainer Otto Rehhagel in der 23er-Kader für die Weltmeisterschaft in Südafrika nominiert und nahm infolgedessen an seinem ersten großen Turnier teil. Mit seinem Einsatz im Vorrundenspiel gegen Nigeria am 17. Juni 2010 wurde er zum jüngsten Spieler, der je für Griechenland ein WM-Spiel absolvierte.

## Spezielles
Sotirios Ninis war einst sehr doll im "Hype", wie es in Goal.com steht. Immerhin war er bester Juniorenspieler und hatte das Athener Derby entschieden (und das schon mit sechzehn). Außerdem entschied Ninis mit 17 Jahren schon das Halbfinale der U-19-Fußball-Europameisterschaft 2007 gegen die Deutschen. Am Ende gewann sein Team dann auch fast den Titel.

## Erfolge

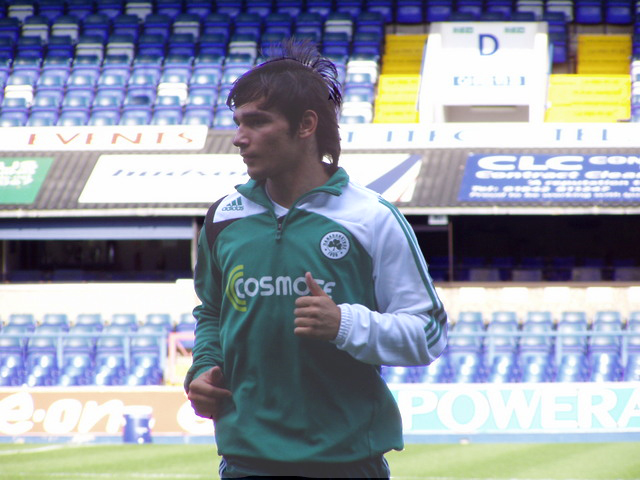
Ninis im Sommer 2007

- Griechischer Meister: 2010
- Griechischer Pokalsieger: 2010
- U-19 Vizeeuropameister: 2007

## Auszeichnungen
- Griechischer Nachwuchsspieler des Jahres 2007

## Trivia
- Am 2. März 2007 wurde die TBM (Tunnelbohrmaschine) für den Aufbau der Linie 2 der Athener Metro vom griechischen Minister Georgios Souflias auf den Namen „Sotirios Ninis“ getauft.[4]